# Acacia lucens
Acacia lucens é uma espécie de leguminosa do gênero Acacia, pertencente à família Fabaceae.